# Вурманкаси (Орінінське сільське поселення)
Вурманка́си (рос. Вурманкасы, чув. Вăрманкасси) — присілок у Чувашії Російської Федерації, у складі Орінінського сільського поселення Моргауського району.
Населення — 119 осіб (2010; 141 в 2002, 182 в 1979; 251 в 1939, 239 в 1926, 210 в 1906, 124 в 1858). Національний склад — чуваші, росіяни.

## Історія
Утворився як виселок присілку Велика Арініна (Семенькаси). До 1866 року селяни мали статус державних, займались землеробством, тваринництвом, бондарством. 1931 року створено колгосп «імені Молотова». До 1920 року присілок перебував у складі Акрамовської волості Козьмодемьянського, до 1927 року — у складі Чебоксарського повіту. 1927 року присілок переданий до складу Татаркасинського, 1939 року — до складу Сундирського, 1944 року — до складу Моргауського, 1959 року — повернуто до складу Сундирського, 1962 року — до складу Чебоксарського, 1964 року — до складу Моргауського району.